# Prespa (lac)
Lacul Prespa sau Marele Lac Prespa pentru a-l distinge de Micul Lac Prespa, în albaneză Liqeni i Prespës, în greacă Λίμνη Μεγάλη Πρέσπα, transliterat: Limni Megáli Préspa, iar în macedoneană Преспанско Езеро, transliterat în Prespansko Ezero, este un lac împărțit între Albania (38,8 km2), Grecia (84,8 km 2) și Republica Macedonia (190 km 2). Este situat la altitudinea de 853 de metri.

## Geografie
Partea situată în Grecia este clasată în parcurile naționale ale Greciei.
Acest lac alimentează Lacul Ohrid care este situat cu 150 de metri mai jos și la zece kilometri spre Vest. Apele trec subteran prin roci permeabile înainte de a ieși la nivelul extremității sudice a lacului Ohrid, la nivelul Mănăstirii Sfântul Naum.
Orașul cel mai important al regiunii este Resen, în Republica Macedonia.

Hartă topografică a lacurilor Prespa Ohrid.